# Iretama
Iretama est une municipalité brésilienne située dans l'État du Paraná.